# Dessulfuração de gases de combustão

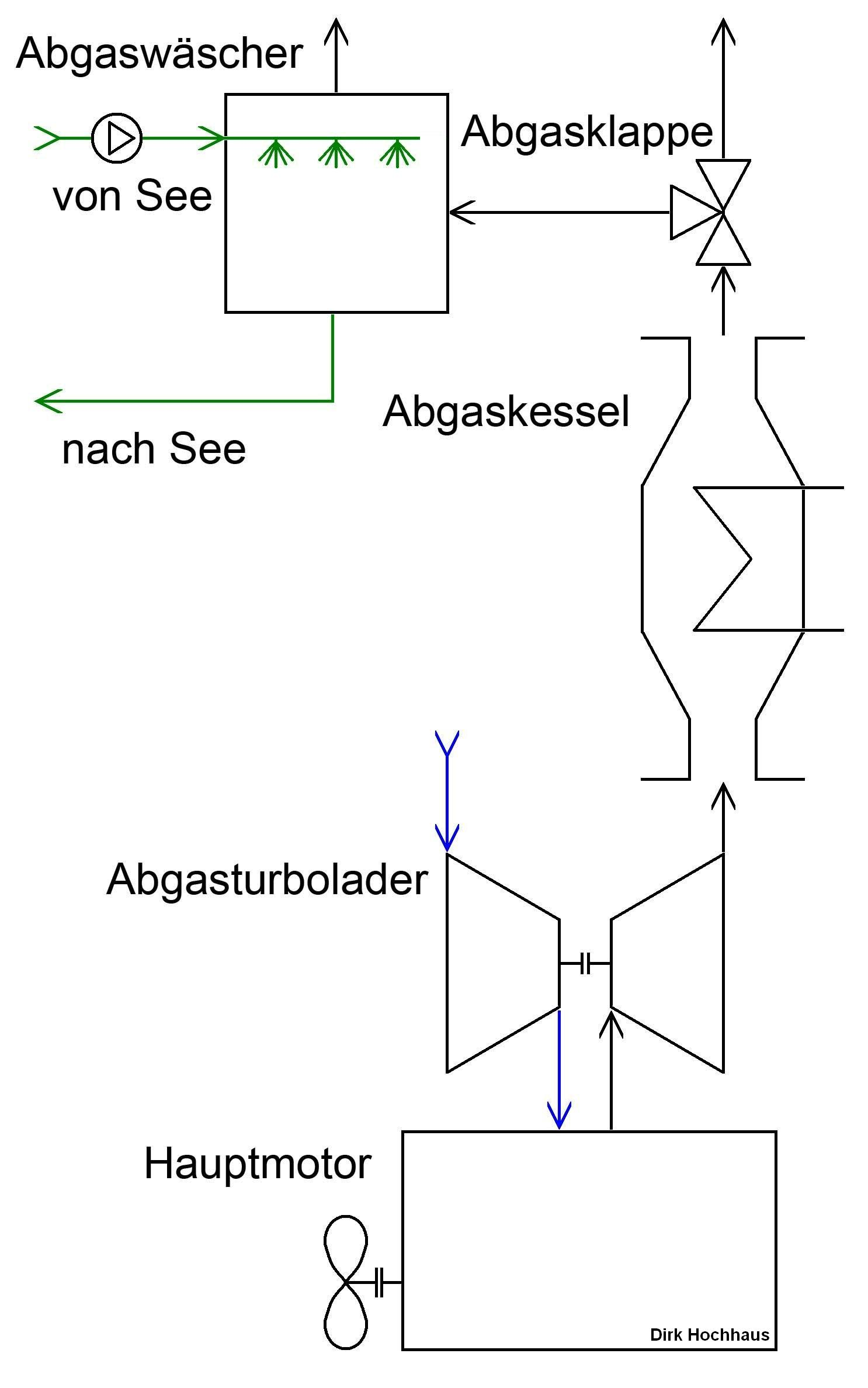
Sistema de aplicação do processo

A dessulfuração de gases de combustão (DGC) é um conjunto de tecnologias utilizadas na remoção de dióxido de enxofre (SO2) dos gases provenientes da combustão em usinas de energia movidas a combustíveis fósseis, bem como de outros processos industriais que emitem dióxido de enxofre (SO2).